# لودلاو (ماساچوست)
لودلاو، ماساچوست
لودلاو(به انگلیسی: Ludlow) شهرکی در شهرستان همپدن ایالت ماساچوست می‌باشد که در سال ۱۷۷۵ بنیان‌گذاری شده‌است. این شهرک در سرشماری سال ۲۰۱۰ میلادی، ۲۱٬۱۰۳ نفر جمعیت داشته‌است.